# AIDAperla
AIDAperla es un crucero de AIDA Cruises, que en 2018 fue el más nuevo y más moderno de su flota. Fue construido por Mitsubishi Shipbuilding en su astillero en Nagasaki, Japón. El buque fue entregado en mayo de 2017 y fue bautizado en junio de 2017 por la modelo alemana y presentadora de televisión Lena Gercke.

## Diseño
El AIDAperla tiene una longitud total de 300 metros, una anchura de 37 metros, y un calado máximo de 8,25 metros. El buque tiene un tonelaje bruto de 124.500 toneladas. El crucero tiene 1.643 cabinas y capacidad para 3.286 pasajeros en ocupación doble. El  AIDAperla tiene 16 cubiertas para pasajeros (de 18 cubiertas en total), 12 restaurantes, 3 snackbars y 14 cafés y bares.

## Instalaciones
Las instalaciones para los pasajeros incluyen una zona de escalada, toboganes de agua, minigolf, cine, skywalk de cristal (a 45 metros sobre el nivel del agua), spa y tiendas. El entretenimiento nocturno incluye un casino, discoteca y espectáculos en vivo en el teatro. Los ascensores panorámicos de vidrio conectan las áreas.